# Hälsohögskolan, Jönköping

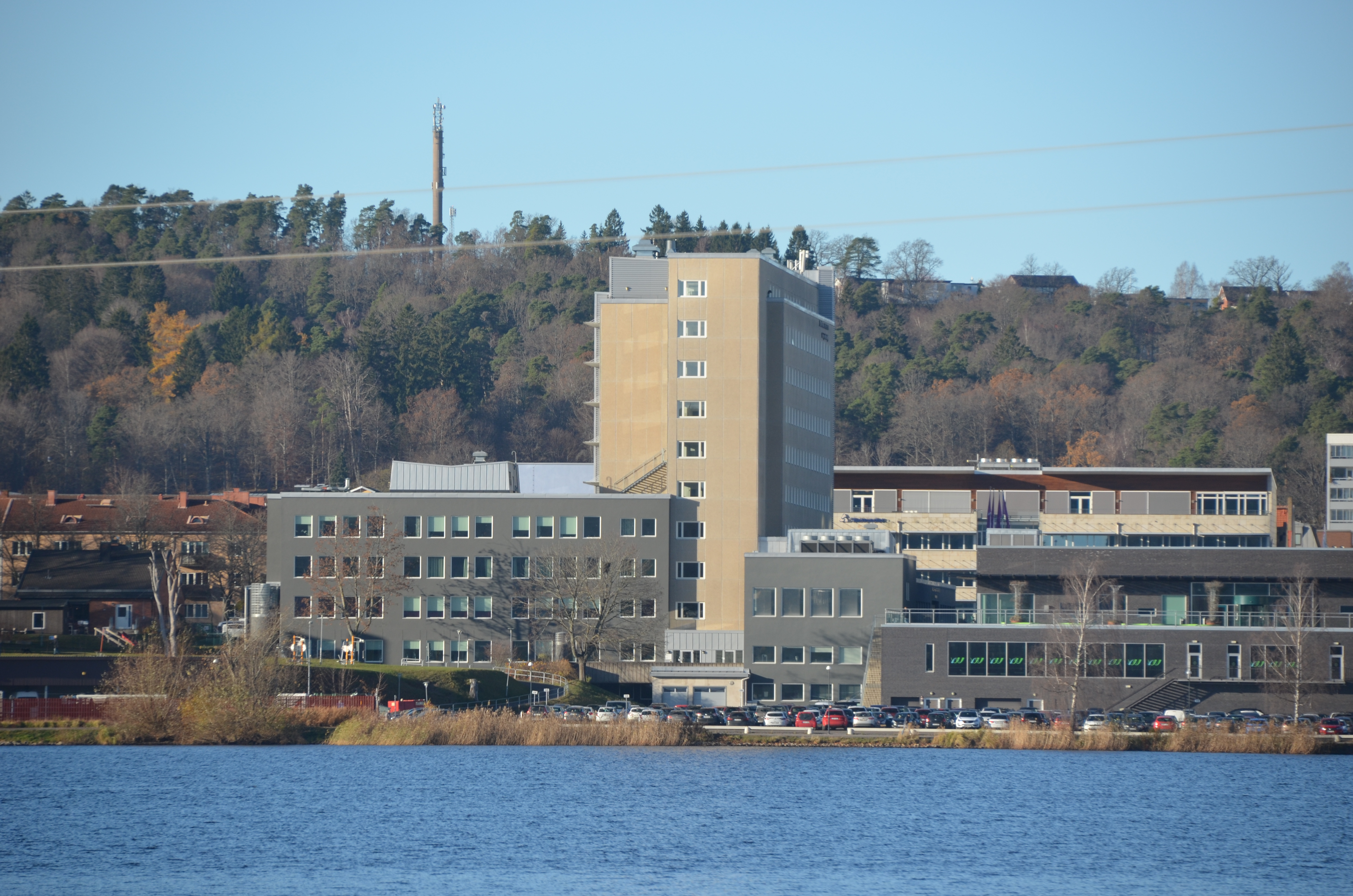
Hälsohögskolan sedd från Munksjön

Hälsohögskolan är en fackhögskola inom Högskolan i Jönköping.
Hälsohögskolan är en av fyra fackhögskolor vid Högskolan i Jönköping och har cirka 2.100 studenter (vara omkring 100 internationella)  och ett 60-tal doktorander. Hälsohögskolan har student- och lärarutbyten med ungefär 80 partneruniversitet. Utbildningen bedrivs i en K-märkt byggnad[källa behövs] som är så utformad, när den projekterades i mitten av 1960-talet, att den skulle kunna fungera som ett reservsjukhus. 
Hälsohögskolan har följande avdelningar::
- Avdelningen för socialt arbete, ASA - Avdelningen utbildar och forskar i samhälls- och beteendevetenskapliga ämnen med tyngdpunkt på det sociala fältet.
- Avdelningen för naturvetenskap och biomedicin, ANB - Forskning sker inom biologiskt åldrande, molekylärbiologi, klinisk mikrobiologi samt neurobiologi.
- Avdelningen för omvårdnad, AFO - Avdelningen bedriver utbildning, forskning och utvecklingsarbete inom omvårdnad.
- Avdelningen för rehabilitering, AFR - Avdelningen bedriver utbildning och forskning främst inom ämnena arbetsterapi, ortopedteknik och biomekanik.
- Institutet för gerontologi, IFG - Institutet för gerontologi bedriver undervising och forskning inom området äldre och åldrande.
- Jönköping Academy for Improvement of Health and Welfare - Samverkanscentrum för praktiknära forskning och utbildning i kvalitetsförbättring och ledarskap inom hälsa och välfärd.
- Forskarskolan Hälsa och Välfärd

## Utbildningsprogram
Följande utbildningsprogram gavs hösten 2020::
Grundnivå
- Arbetsterapeutprogrammet, 180 hp
- Biomedicinsk analytikerprogrammet inriktning klinisk fysiologi, 180 hp
- Biomedicinsk analytikerprogrammet inriktning laboratoriemedicin, 180 hp
- Ortopedingenjörsprogrammet (Prosthetics and Orthotics, ges på engelska), 180 hp
- Röntgensjuksköterskeprogrammet, 180 hp
- Sjuksköterskeprogrammet, 180 hp
- Socionomprogrammet, 210 hp
- Tandhygienistprogrammet, 180 hp

Avancerad nivå
- Magisterprogram i arbetsterapi, 60 hp
- Magisterprogram i gerontologi, 60 hp
- Degree of Master of Product Development with specialisation in Assistive Technology (ges på engelska), 120 hp
- Master's programme in Occupational Therapy (ges på engelska), 120 hp
- Masterprogram i kvalitetsförbättring och ledarskap inom hälsa och välfärd, 120 hp
- Nordic Master's Degree Programme in Gerontology (ges på svenska och engelska), 120 hp
- Specialistsjuksköterskeprogrammet med inriktning mot anestesisjukvård, 60 hp (i samverkan mellan Linköpings universitet och Hälsohögskolan i Jönköping[5])
- Specialistsjuksköterskeprogrammet med inriktning mot intensivvård, 60 hp (i samverkan mellan Linköpings universitet och Hälsohögskolan i Jönköping[5])
- Specialistsjuksköterskeprogrammet med inriktning mot operationssjukvård, 60 hp (i samverkan mellan Linköpings universitet och Hälsohögskolan i Jönköping[5])
- Specialistsjuksköterskeprogrammet med inriktning mot psykiatrisk vård, 60 hp (i samverkan mellan Linköpings universitet och Hälsohögskolan i Jönköping[5])
- Specialistsjuksköterskeprogrammet med inriktning mot vård av äldre, 60 hp
- Specialistsjuksköterskeprogrammet med inriktning mot distriktssköterska, 75 hp
- Specialistsjuksköterskeprogrammet  med inriktning mot hälso- och sjukvård för barn och ungdomar, 60 hp

Yrkeshögskoleutbildning
- Stödpedagog inom funktionshinderområdet, 200 yhp

## Forskning
Forskningsmiljöer
- A.D.U.L.T. (Activity, Daily Life, Utility, Lifestyle, Transition)
- ARN-J (Aging Research Network - Jönköping)
- CHILD (Children, Health, Intervention, Learning och Development)
- IMPROVE (Improvement, innovation, and leadership in health and welfare)
- SALVE (Socialt arbete, Aktörer, Livsvillkor, Välfärd)

Samarbetsprojekt
- Biomedicinsk plattform
- Centrum för oral hälsa
- The Jönköping Academy for Improvement of Health and Welfare

Forskarskolan Hälsa och Välfärd
Forskarskolan utbildar doktorander inom följande områden:
- Hälsa och vårdvetenskap
- Välfärd och socialvetenskap
- Handikappvetenskap